# Tossal de Coma Pregona
El Tossal de Coma Pregona és una muntanya de 904 metres que es troba al municipi de Vimbodí i Poblet, a la comarca de la Conca de Barberà.